# 24198 Xiaomengzeng
24198 Xiaomengzeng è un asteroide della fascia principale. Scoperto nel 1999, presenta un'orbita caratterizzata da un semiasse maggiore pari a 2,6937056 UA e da un'eccentricità di 0,1818295, inclinata di 3,55256° rispetto all'eclittica.